# Maarten van Trijp
Maarten van Trijp (Bergen op Zoom, 6 oktober 1993) is een Nederlands voormalig wielrenner die in 2019 zijn carrière afsloot bij Corendon-Circus. Hij ging in 2019 in het gewoel van de Ronde van Antalya in de eerste etappe ongelukkig tegen de grond, waarbij hij verschillende tanden verloor. In december 2019 werd bekend dat hij in stilte was gestopt.

## Overwinningen
2010
3e etappe deel A Sint-Martinusprijs Kontich, Junioren (ploegentijdrit)
Omloop der Vlaamse Gewesten, Junioren
2011
Grote Prijs Bati-Metallo, Junioren
2e etappe deel B Ronde van Nedersaksen, Junioren
1e etappe Grote Prijs van Denemarken, Junioren
2013
1e etappe Ronde van Gironde
2016
Arno Wallaard Memorial
Ronde van Zuid-Holland
2017
Dorpenomloop Rucphen
Circuit de Wallonie
2018
Ster van Zwolle
2e etappe Ronde van Servië

## Ploegen
- 2013 –  Rabobank Development Team
- 2014 –  Rabobank Development Team
- 2015 –  Rabobank Development Team
- 2016 –  Metec TKH Continental Cyclingteam p/b Mantel
- 2017 –  Metec-TKH Continental Cyclingteam p/b Mantel
- 2018 –  Destil-Parkhotel Valkenburg
- 2019 –  Corendon-Circus